# Mistrzostwa Europy w Wioślarstwie 1922
24. Mistrzostwa Europy w Wioślarstwie odbyły się w 1922 r. w hiszpańskiej Barcelonie. Zawodnicy rywalizowali w 5 konkurencjach wioślarskich na terenie pobliskiego Portu Barcelony. 

## Medaliści
| Konkurencja                 | Złoto | Srebro | Brąz | Źródło      |
| --------------------------- | --- | --- | --- | ----------- |
| M1x (jedynka)               | Rudolf Bosshard | Félix Taymans | Marc Detton | [ 1 ]       |
| M2x (dwójka podwójna)       | Szwajcaria Hans Schöchlin · Karl Schöchlin | Włochy Erminio Dones · Lorenzo Salvini | Belgia Lucien Brouha · Jules George | [ 2 ]       |
| M2+ (dwójka ze sternikiem)  | Szwajcaria Édouard Candeveau · Alfred Felber · Émile Lachapelle (sternik)                                                                     | Włochy Vincenzo Fabiano · Francesco Fabiano · Gino Bettini (sternik) | Francja | [ 3 ]       |
| M4+ (czwórka ze sternikiem) | Francja Charles Schlewer · René Metzelaire · Robert Lehmann · Paul Kirrmann · L. Abbat (sternik)                                              | Szwajcaria Franz Siegenthaler · Charles Barrelet · Alois Reinhard · Otto Bühlmann · Werner Strebel (sternik)                                                            | Belgia Emile Guillaume · Paul Fremineur · Fernand van den Heule · Désiré Strohl                                                                                        | [ 4 ] [ 5 ] |
| M8+ (ósemka)                | Francja Bernard Dodille · Joseph Poulier · Henri Lumpp · Gaston Marchal · Masson · Rochet · Louis Berthoux · Jean Giraud · L. Abbat (sternik) | Włochy Luigi Miller · Carlo Toniatti · Frano Katalinić · Simeone Sofonia · Šimun Katalinić · Alfredo Toniatti · Ante Katalinić · Bruno Sorić · Latino Galasso (sternik) | Węgry H. István Keresztes · László Józsa · Lajos Wick · Ferenc Kirchknopf · István Szendeffy · Zoltán Török · Kálmán Jesze · Sándor Hautzinger · Károly Koch (sternik) | [ 6 ] [ 5 ] |

## Klasyfikacja medalowa
| Miejsce | Reprezentacja | Złoto | Srebro | Brąz | Razem |
| ------- | ------------- | ----- | ------ | ---- | ----- |
| 1.      | Szwajcaria    | 3     | 1      | 0    | 4     |
| 2.      | Francja       | 2     | 0      | 2    | 4     |
| 3.      | Włochy        | 0     | 3      | 0    | 3     |
| 4.      | Belgia        | 0     | 1      | 2    | 3     |
| 5.      | Węgry         | 0     | 0      | 1    | 1     |
| Razem   | Razem         | 5     | 5      | 5    | 15    |